# Nghị định 168/2024/NĐ–CP
Nghị định 168/2024/NĐ–CP (gọi tắt: Nghị định 168) là một nghị định do Chính phủ Việt Nam ban hành về việc "Quy định xử phạt vi phạm hành chính về trật tự, an toàn giao thông trong lĩnh vực giao thông đường bộ và trừ điểm, phục hồi điểm giấy phép lái xe". Dự thảo nghị định được Cục Cảnh sát giao thông (CSGT) thuộc Bộ Công an soạn thảo sau 5 năm kể từ khi Nghị định 100/2019 được ban hành và sau đó được sửa đổi bởi Nghị định 123/2021. Dự thảo này được công khai để lấy ý kiến góp ý từ ngày 2 tháng 8 năm 2024 trước khi được Phó Thủ tướng Trần Hồng Hà thay mặt Thủ tướng Phạm Minh Chính ký thông qua vào ngày 26 tháng 12 năm 2024. Nghị định bắt đầu có hiệu lực từ ngày 1 tháng 1 năm 2025, chỉ vài ngày sau khi được thông qua.
Nghị định đã làm dấy lên nhiều tranh cãi, đặc biệt liên quan đến việc tăng mức xử phạt lên nhiều lần, trong đó một số hành vi vi phạm có mức phạt cao gấp 50 lần so với trước đây. Truyền thông Việt Nam cho rằng việc nâng cao mức phạt nhằm răn đe và nâng cao ý thức của người dân. Tuy nhiên, nhiều ý kiến phản đối cho rằng các cơ quan chức năng đang "tận thu ngân sách" và "làm lợi cho lực lượng Công an", bởi mức xử phạt được cho là cao hơn thu nhập bình quân của người dân Việt Nam. Không chỉ vậy, quá trình thực thi nghị định một cách gấp rút và việc mức phạt trong nghị định chính thức cao hơn mức phạt trong dự thảo ban đầu của Cục CSGT cũng làm dấy lên nhiều tranh luận. Sau khi nghị định có hiệu lực, nhiều tỉnh, thành như Hà Nội, Thành phố Hồ Chí Minh, Bình Dương... đã xảy ra tình trạng ùn tắc, quá tải. Dẫu vậy, truyền thông Việt Nam phủ nhận việc Nghị định 168 là nguyên nhân chính gây ra tình trạng trên và cho rằng nguyên nhân chủ yếu xuất phát từ nhu cầu đi lại cũng như mua sắm của người dân trong dịp Tết Nguyên Đán. Ít nhất 7 người đã bị xử phạt hành chính và 1 người bị bắt giữ do có hành vi chỉ trích, phản đối và đưa tin "sai lệch" về nghị định. 

## Bối cảnh và cơ sở pháp lý
Nghị định 168 được ban hành sau 5 năm kể từ khi Nghị định 100/2019 về việc "Quy định xử phạt vi phạm hành chính trong lĩnh vực giao thông đường bộ và đường sắt" được thông qua. Theo Bộ Công an Việt Nam, mặc dù công tác xử lý vi phạm đã được "thực hiện quyết liệt" nhưng vẫn còn "một bộ phận người tham gia giao thông có ý thức chấp hành còn hạn chế" và "mang tính đối phó". Ngoài ra, tai nạn giao thông ở Việt Nam được cho là đã gây ra cái chết cho khoảng 10.000 người trong năm 2024. Bộ Công an cũng nhận định rằng mức xử phạt cũ theo Nghị định 100/2019 vẫn còn khá nhẹ và chưa đủ sức răn đe đối với người vi phạm. Đến ngày 2 tháng 8 năm 2024, toàn văn dự thảo của Nghị định 168 đã được Bộ Công an đăng tải công khai và lấy ý kiến trong vòng 4 tháng. Theo báo Lâm Đồng, trong quá trình xây dựng Nghị định, Cục CSGT đã tham khảo nhiều quốc gia trên thế giới và tìm phương án phù hợp nhất với tình hình giao thông tại Việt Nam nhằm tăng tính răn đe cũng như nâng cao ý thức của người dân.
Trong giai đoạn lấy ý kiến cho dự thảo, truyền thông Việt Nam thường xuyên đăng tải các đoạn video ghi lại số lượng lớn người tham gia giao thông vi phạm pháp luật. Tới ngày 26 tháng 12 năm 2024, Nghị định chính thức được Phó Thủ tướng Trần Hồng Hà thay mặt Thủ tướng Phạm Minh Chính ký thông qua và có hiệu lực từ ngày 1 tháng 1 năm 2025, chưa đầy một tuần sau đó. Mặc dù dự thảo đã được công khai và lấy ý kiến trong vòng 4 tháng, nhưng chỉ tới khi nghị định được ban hành và áp dụng vào thực tiễn thì nhiều người dân mới nhận ra. Ngoài ra, trong toàn văn nghị định chính thức, mức phạt có sự thay đổi đáng kể so với nội dung dự thảo ban đầu. Cùng thời điểm Nghị định 168 có hiệu lực, Luật Trật tự, an toàn giao thông đường bộ 2024 cũng chính thức được áp dụng.

## Nội dung
Trong Nghị định 168/2024, nhiều hành vi vi phạm giao thông đã được điều chỉnh lên mức phạt rất cao, thậm chí gấp hàng chục lần so với Nghị định 100/2019 trước đó, mặc dù đã được sửa đổi vào năm 2021 bởi Nghị định 123/2021/NĐ–CP. Mức phạt tăng đột biến nhất thuộc về phương tiện ô tô, đặc biệt là hành vi "Mở cửa xe hoặc để cửa xe mở không bảo đảm an toàn gây tai nạn" tăng từ 400–600.000 đồng lên 20–22.000.000 đồng, tức tăng từ 36–50 lần. Nghị định gồm 4 chương, 55 điều, quy định về xử phạt vi phạm hành chính trong lĩnh vực giao thông đường bộ. Đáng chú ý, đây cũng là lần đầu tiên việc trừ điểm Giấy phép lái xe được đề cập và áp dụng đối với các hành vi vi phạm.
| STT | Hành vi vi phạm | Xe máy               | Xe máy          | Xe máy            | Xe ô tô            | Xe ô tô          | Xe ô tô             |
| STT | Hành vi vi phạm | Mức xử phạt cũ       | Mức xử phạt mới | So sánh           | Mức xử phạt cũ     | Mức xử phạt mới  | So sánh             |
| --- | --- | -------------------- | --------------- | ----------------- | ------------------ | ---------------- | ------------------- |
| 1   | Không chấp hành hiệu lệnh của đèn tín hiệu giao thông                                                                                              | 800.000–1 triệu đồng | 4–6 triệu đồng  | Tăng 5–6 lần      | 4–6 triệu đồng     | 18–20 triệu đồng | Tăng 3,3–4,5 lần    |
| 2   | Đi ngược chiều của đường một chiều | 1–2 triệu đồng       | 4–6 triệu đồng  | Tăng 3–4 lần      | 4–6 triệu đồng     | 18–20 triệu đồng | Tăng 3,3–4,5 lần    |
| 3   | Điều khiển xe lạng lách, đánh võng | 6–8 triệu đồng       | 8–10 triệu đồng | Tăng 1,25–1,3 lần | 10–12 triệu đồng   | 40–50 triệu đồng | Tăng 4–4,16 lần     |
| 4   | Vi phạm nồng độ cồn mức 2 (Vượt quá 50–80 miligam/100 mililít máu hoặc 0,25–0,4 miligam/1 lít khí thở)                                             | 4–5 triệu đồng       | 6–8 triệu đồng  | Tăng 1,5–1,6 lần  | 16–18 triệu đồng   | 18–20 triệu đồng | Tăng 1,11–1,125 lần |
| 5   | Vi phạm nồng độ cồn kịch khung (Vượt quá 80 miligam/100 mililít máu hoặc 0,4 miligam/1 lít khí thở)                                                | 6–8 triệu đồng       | 8–10 triệu đồng | Tăng 1,25–1,3 lần | 30–40 triệu đồng   | 30–40 triệu đồng | Không thay đổi      |
| 6   | Ngồi phía sau vòng tay qua người ngồi trước để điều khiển xe, trừ trường hợp chở trẻ em dưới 06 tuổi ngồi phía trước                               | 300–400 nghìn đồng   | 8–10 triệu đồng | Tăng 25–26,7 lần  | —                  | —                | —                   |
| 7   | Mở cửa xe, để cửa xe ô tô mở không bảo đảm an toàn gây tai nạn giao thông                                                                          | —                    | —               | —                 | 400–600 nghìn đồng | 20–22 triệu đồng | Tăng 36,6–50 lần    |
| 8   | Hành vi vận chuyển hàng hóa là phương tiện vận tải, máy móc, thiết bị kỹ thuật, hàng dạng trụ không chằng buộc hoặc chằng buộc không theo quy định | —                    | —               | —                 | 600–800 nghìn đồng | 18–22 triệu đồng | Tăng 27,5–30 lần    |
| 9   | Chuyển hướng không nhường quyền đi trước cho người đi bộ, xe lăn, xe thô sơ                                                                        | —                    | —               | —                 | 300–400 nghìn đồng | 4–6 triệu đồng   | Tăng 13,3–15 lần    |
| 10  | Lùi xe, đi ngược chiều trên đường cao tốc | –                    | –               | –                 | 18–20 triệu đồng   | 30–40 triệu đồng | Tăng 1,7–2 lần      |

Theo quy định về hệ thống trừ điểm giấy phép lái xe, mỗi hành vi vi phạm giao thông sẽ bị trừ số điểm khác nhau dao động từ 2 đến 12 điểm, trong khi mỗi giấy phép lái xe có tối đa 12 điểm. Trong trường hợp phục hồi điểm, người vi phạm phải đảm bảo giấy phép lái xe chưa bị trừ hết điểm và không bị trừ thêm điểm nào trong thời hạn một năm kể từ lần trừ điểm gần nhất. Nếu đáp ứng đủ điều kiện nói trên, số điểm giấy phép lái xe sẽ được khôi phục về 12 điểm. Trong trường hợp bị trừ hết điểm giấy phép lái xe, người vi phạm sẽ phải kiểm tra lại kiến thức trong thời gian tối thiểu 6 tháng kể từ khi bị trừ hết điểm để được phục hồi điểm. Nghị định cũng lần đầu tiên quy định về trách nhiệm của người đi bộ khi sang đường. Cụ thể, người đi bộ khi qua đường mà không có tín hiệu bằng tay sẽ bị xử phạt từ 150.000 đến 250.000 đồng.
Ngoài ra, để hạn chế tình trạng người dân bỏ lại phương tiện vi phạm hoặc không chấp hành nộp phạt, Nghị định cũng bổ sung các biện pháp cưỡng chế thi hành xử phạt. Theo đó, người vi phạm có thể bị khấu trừ lương hoặc thu nhập, khấu trừ tiền trong tài khoản ngân hàng hoặc kê biên tài sản tương ứng với mức phạt để đưa ra đấu giá. Trong trường hợp người vi phạm cố tình tẩu tán tài sản nhằm tránh bị cưỡng chế, cơ quan chức năng sẽ tiến hành thu tiền và các tài sản khác để đảm bảo thực thi quyết định xử phạt.

## Thực thi

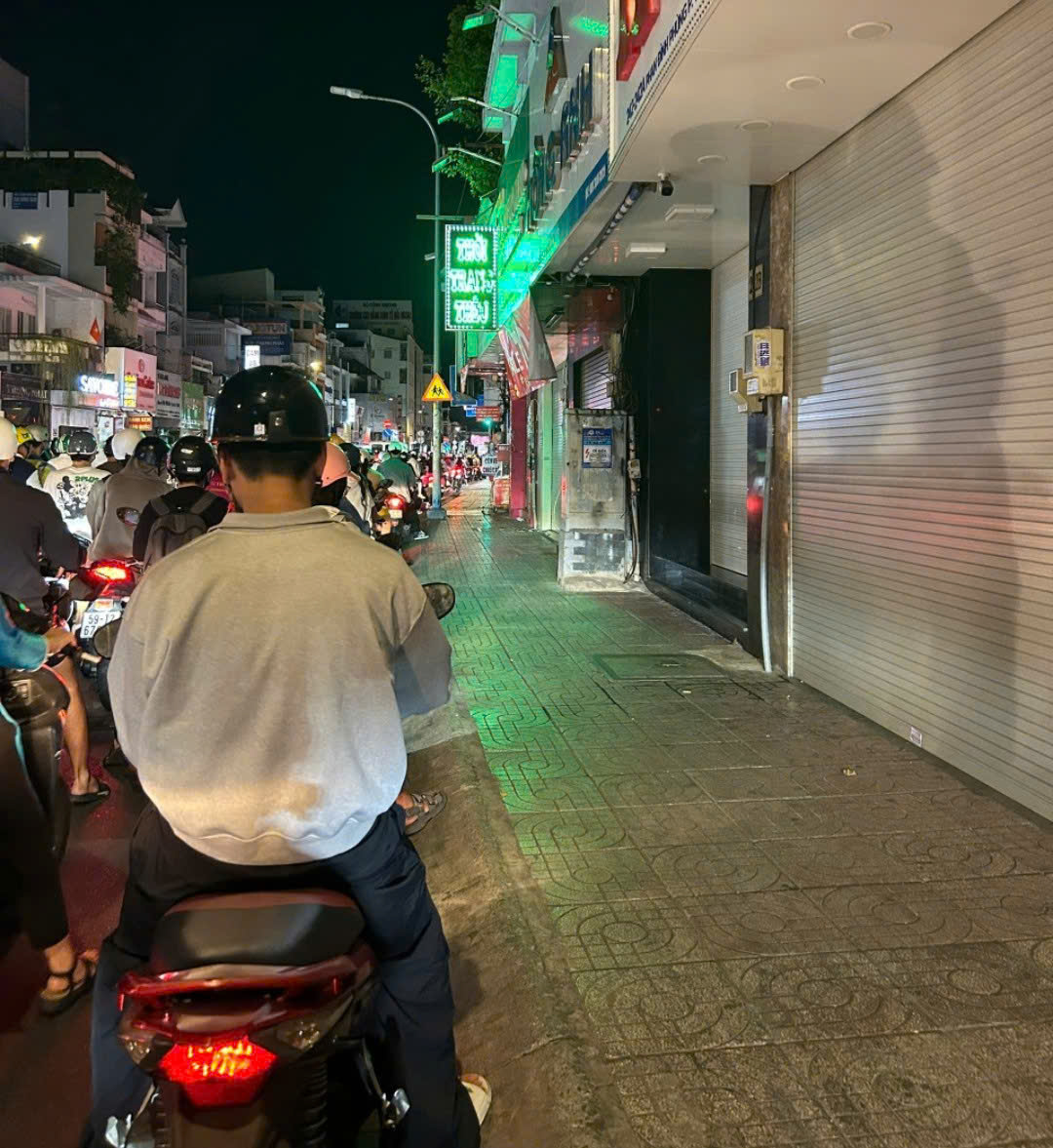
Các phương tiện giao thông chấp hành Nghị định 168/2024 dù ùn tắc giao thông.

Chưa đầy một tuần sau khi được ký, Nghị định chính thức có hiệu lực trên toàn lãnh thổ Việt Nam từ ngày 1 tháng 1 năm 2025. Theo báo Lao động thủ đô, trong ngày đầu tiên thi hành Nghị định, lực lượng CSGT đã tăng cường kiểm tra và xử phạt nhiều trường hợp vi phạm. Một số người bị xử phạt cho biết số tiền vi phạm hành chính gần bằng cả tháng lương của họ. Nhiều người dân bị xử phạt bày tỏ sự bất ngờ và choáng váng trước mức phạt được cho là quá cao. Bên cạnh tiền phạt, nhiều hành vi dừng xe không đúng vạch kẻ đường cũng bị trừ thêm 2 điểm giấy phép lái xe theo Nghị định. Đáng chú ý, một người lao động vượt đèn đỏ ở Hà Nội không chỉ bị xử phạt hành chính 5 triệu đồng mà còn bị trừ 4 điểm giấy phép lái xe và tạm giữ phương tiện trong vòng 7 ngày.
Theo các phương tiện truyền thông Việt Nam, sau một tuần thực thi Nghị định 168, ý thức của người dân trong việc chấp hành tín hiệu đèn giao thông và không chạy xe trên vỉa hè được cho là đã cải thiện so với trước khi Nghị định được ban hành. Trong vòng một tuần, số trường hợp vi phạm bị xử phạt lên tới 92.000, trong đó trung bình mỗi ngày có 350–380 trường hợp bị xử phạt do không chấp hành hiệu lệnh của đèn tín hiệu. Song, tạp chí Tri thức và Đài Tiếng nói Việt Nam lại đưa ra góc nhìn khác. Theo đó, trong các khung giờ cao điểm tại Hà Nội, tình trạng xe máy chạy lên vỉa hè và ô tô đậu lấn chiếm phần đường dành cho người đi bộ vẫn diễn ra sau một tuần Nghị định được áp dụng. Dù mức xử phạt đã tăng cao, các trường hợp vi phạm vẫn được cho là "khá phổ biến" trên đường phố.
Sau tuần đầu tiên triển khai Nghị định, Hà Nội đã xử lý 5.654 trường hợp vi phạm giao thông, trong đó tạm giữ 1.679 phương tiện và tước giấy phép lái xe 190 trường hợp. Tổng số tiền xử phạt theo Phòng CSGT Hà Nội lên đến hơn 14,3 tỷ đồng. Các lỗi vi phạm phổ biến nhất tại đây bao gồm không đội mũ bảo hiểm và vi phạm nồng độ cồn. Trong khi đó, Thành phố Hồ Chí Minh (TP. HCM) đã xử lý 11.830 trường hợp vi phạm giao thông, với 4.333 phương tiện bị tạm giữ và 2.091 trường hợp bị tước giấy phép lái xe. Tổng số tiền xử phạt ước tính khoảng 42,5 tỷ đồng. Theo Công an thành phố, trật tự giao thông địa phương đã được cải thiện rõ rệt sau khi Nghị định 168 được áp dụng. Trong những khung giờ cao điểm, tình hình giao thông vẫn duy trì trật tự, người dân chấp hành đèn tín hiệu nghiêm túc. Đồng thời, cơ quan này cũng phản bác quan điểm cho rằng "việc chấp hành nghiêm Nghị định 168 dẫn đến tình trạng ùn tắc phương tiện".
Sau nửa tháng thực thi Nghị định 168 (tính đến ngày 14 tháng 1 năm 2025), trên toàn quốc đã ghi nhận cả thảy 174.653 trường hợp vi phạm, trong đó 17.595 trường hợp bị tước quyền sử dụng giấy phép lái xe hoặc chứng chỉ chuyên môn, 955 ô tô và 49.649 xe mô tô bị tạm giữ, cùng với 12.691 trường hợp bị trừ điểm giấy phép lái xe. Theo số liệu từ Cục CSGT, số lượng trường hợp vi phạm đã giảm dần kể từ khi Nghị định được ban hành. Đáng chú ý, số vụ tai nạn giao thông, số người chết và số người bị thương đều giảm từ 11–34%. Sự thay đổi này được đánh giá là nhờ ý thức chấp hành luật giao thông của người dân được nâng cao, đặc biệt ở các đô thị lớn. Ngoài ra, nhiều người tham gia giao thông cũng được cho là đã "tự nguyện" tuân thủ tín hiệu giao thông ngay cả khi không có sự giám sát của lực lượng CSGT, góp phần hình thành nhận thức và trách nhiệm trong văn hóa giao thông tại Việt Nam. Sau 3 tháng thực thi, theo Cục CSGT thì cả 3 tiêu chí gồm số vụ tai nạn, số người chết và số người bị thương ở Việt Nam đều đồng loạt sụt giảm.

## Tranh cãi

### Mức xử phạt cao và gia tăng tình trạng tham nhũng
Theo Đài Á Châu Tự Do (RFA), nhiều ý kiến cho rằng việc nâng cao mức xử phạt có thể làm gia tăng tình trạng tham nhũng trong lực lượng CSGT vì hiện tại tất cả các phiếu phạt đều do cảnh sát trực tiếp viết và đưa cho người vi phạm. Hơn nữa, tình trạng tham nhũng này vốn đã tồn tại trước khi mức phạt tăng cao. Theo các ý kiến nêu trên, việc "thay đổi cách giám sát, thay đổi cách phạt" mới là giải pháp hiệu quả thay vì chỉ đơn thuần tăng mức tiền phạt đối với người vi phạm. Trên các diễn đàn trực tuyến, một số ý kiến cũng bày tỏ quan điểm rằng Nghị định 168 đã trở thành công cụ để "tận thu ngân sách" và "làm lợi cho lực lượng Công an". Một số ý kiến thậm chí chỉ trích Nghị định là "hút máu dân" và "bóc lột". Cũng trong năm 2024, Ủy ban Thường vụ Quốc hội đã thông tin về quyết định cho phép Bộ Công an được trích lại tới 85% số tiền từ việc xử lý vi phạm trong khi địa phương giữ 15% còn lại. Vấn đề này làm dấy lên lo ngại về khả năng xảy ra tiêu cực giữa người vi phạm và CSGT. Tuy nhiên, thông tin CSGT giữ lại 85% số tiền xử phạt vi phạm giao thông đã bị Cục CSGT bác bỏ.
Theo Đài Tiếng nói Hoa Kỳ (VOA), mức lương trung bình của người dân Việt Nam chỉ khoảng 7,6 triệu đồng mỗi tháng. Với mức xử phạt cao nhất theo Nghị định 168, người vi phạm có thể mất từ một đến vài tháng thu nhập. Ngoài những ý kiến chỉ trích nghị định này, nhiều người còn đề cập tới tình trạng cơ sở hạ tầng, hệ thống đèn tín hiệu và biển báo tại nhiều nơi ở Việt Nam chưa đạt chuẩn. Điều này làm gia tăng sự bất công, bởi nếu không được khắc phục, nó sẽ ảnh hưởng trực tiếp đến quyền lợi của người dân. Mức xử phạt cũng được cho là cao hơn đáng kể so với nhiều quốc gia có thu nhập đầu người cao trên thế giới. Đặc biệt, mức phạt đối với hành vi vượt đèn đỏ tại Việt Nam hiện đứng thứ hai ở Đông Nam Á chỉ sau Singapore. Thành Chung Ghi từ báo Tuổi Trẻ cho rằng việc gọi "mức xử phạt không phù hợp với thu nhập của người dân" thực chất là "sự biện hộ" của những người vi phạm giao thông. Tờ báo này cũng khẳng định Nghị định 168 được "đa số dư luận" đồng tình. Ngoài ra, VTC News đã ví von những người "mặc cả" và "bỏ lại xe chứ không nộp phạt" là "Chí Phèo thời nay". Không chỉ vậy, tờ báo này còn cho rằng những câu từ như "phạt quá nặng" hay "ảnh hưởng đến cuộc sống người nghèo" là những lời than vãn của "người thể hiện ý thức pháp luật quá kém". Dẫn lời trên báo Pháp luật Thành phố Hồ Chí Minh, Đại tá Nguyễn Quang Nhật đã so sánh mức phạt ở Việt Nam với bang Alabama (Hoa Kỳ), nơi hành vi vi phạm giao thông có thể bị xử phạt lên tới 500 đô la Mỹ và 3 tháng tù, thậm chí lên đến 6 tháng ở các bang Arkansas, Oklahoma – trong khi mức phạt tối đa tại Việt Nam chỉ là 20 triệu đồng.

### Thời gian hiệu lực
Bên cạnh các vấn đề liên quan đến nội dung Nghị định, việc thực thi gấp rút của Chính phủ Việt Nam cũng trở thành một vấn đề gây tranh cãi. Cụ thể, Nghị định 168 chỉ có 5 ngày để thực thi sau khi được thông qua, còn Nghị định 176 chỉ có 2 ngày để thực thi. Trong tổng số 20 nghị định được Chính phủ ban hành có hiệu lực từ ngày 1 tháng 1 năm 2025, riêng hai nghị định vừa nêu được ban hành chỉ vài ngày trước khi có hiệu lực. Theo Luật sư Đặng Đình Mạnh (từng thuộc Đoàn luật sư Thành phố Hồ Chí Minh), căn cứ vào Luật Ban hành văn bản quy phạm pháp luật 2015 thì "thời điểm có hiệu lực của toàn bộ hoặc một phần văn bản quy phạm pháp luật không sớm hơn 45 ngày kể từ ngày thông qua hoặc ký ban hành", trừ trường hợp đặc biệt cần "thủ tục rút gọn". Đối với Nghị định 168 và Nghị định 176, vị luật sư này cho rằng chúng "không mang tính chất khẩn cấp" và vì vậy có thể xem là vô pháp. Theo Tiến sĩ Nguyễn Quang A, việc ban hành gấp rút một nghị định có thể dẫn đến những hậu quả không lường trước và nó "chỉ phản ánh ý muốn của nhà hoạch định chính sách".
Phản bác trước thông tin Nghị định 168/2024 bị cho là vô pháp, Cục CSGT giải thích rằng nghị định này được thực hiện theo "trình tự rút gọn" do "tính chất cấp thiết liên quan đến tình hình trật tự an toàn giao thông". Theo báo Tin tức, các thông tin cho rằng Nghị định được thực thi một cách gấp rút là "sai sự thật gây hoang mang dư luận" và "không chính xác về chủ trương, quy định pháp luật của nhà nước". Tờ báo này cũng nhấn mạnh rằng việc lan truyền "thông tin sai sự thật" sẽ bị xử lý theo quy định của pháp luật. Tuy nhiên, một tài xế lại chia sẻ với RFA rằng nghị định này không hề được phổ biến rộng rãi đến công chúng mà chỉ khi người dân bị xử phạt thì họ mới biết về sự tồn tại của nó. Đáp trả lập luận của Cục CSGT, Tạp chí Luật Khoa đã đưa ra dẫn chứng cho thấy không thể áp dụng "trình tự rút gọn" đối với nghị định này, bởi lẽ thời gian lấy ý kiến nhân dân kéo dài 60 ngày – tức là thực hiện theo thủ tục thông thường thay vì theo "trình tự rút gọn". Hơn nữa, trong mọi tờ trình của Bộ Công an cũng không đề cập tới việc nghị định này được ban hành theo "trình tự rút gọn". Không chỉ vậy, Quyết định 1610/QĐ-TTg năm 2024 do Phó Thủ tướng Lê Thành Long thay mặt Thủ tướng Chính ký thông qua cũng không xác định việc Nghị định 168 (cũng như Nghị định 176/2024/NĐ–CP liên quan) được ban hành theo thủ tục rút gọn.

### Nguyên nhân gây ùn tắc giao thông
Sau khi Nghị định được thực thi, tình trạng ùn tắc giao thông đã gia tăng đáng kể tại nhiều địa phương như Thành phố Hồ Chí Minh, Hà Nội, Bình Dương... Xu hướng kẹt xe không chỉ xảy ra trong giờ cao điểm mà còn xuất hiện vào những thời điểm khác trong ngày. Điểm chung của các khu vực bị ùn tắc là tình trạng dồn ứ tại các nút giao thông, đặc biệt là tại những nhịp đèn tín hiệu. Theo Đài Tiếng nói Hoa Kỳ, mức phạt nghiêm khắc đối với các hành vi vi phạm giao thông đã tạo ra tâm lý lo ngại trong cộng đồng người tham gia lưu thông tại Việt Nam. Nhiều người không dám chạy nhanh, vượt xe hay lấn làn như trước đây, dẫn đến tình trạng ùn tắc kéo dài trên nhiều tuyến đường từ sáng đến tối. Trong khi đó, truyền thông Việt Nam ban đầu lý giải nguyên nhân ùn tắc là do nhu cầu mua sắm tăng cao và thay đổi thói quen đi đường sau khi Nghị định có hiệu lực. Tuy nhiên, báo Công Thương lại bác bỏ quan điểm nêu trên, cho rằng việc quy trách nhiệm cho nghị định là "vu oan" và "thiếu căn cứ". Theo tờ báo này, nguyên nhân chính xuất phát từ "quá trình đô thị hóa, dân cư đông đúc" và "nhu cầu đi lại tăng cao" vào dịp Tết Nguyên Đán. Để giảm thiểu ùn tắc, người dân được khuyến cáo phải "tuân thủ nghiêm túc hiệu lệnh và luật lệ". Tạp chí Tri thức cho rằng tình trạng ùn tắc còn xuất phát từ nhu cầu "đi chơi tăng cao" của người dân trong dịp lễ Tết. Riêng tại Bình Dương, tình trạng này được cho là vì "bất cập về hạ tầng và cách điều phối giao thông chưa đồng bộ".

### Xử phạt hành vi chở trẻ em dưới 6 tuổi ngồi trước
Theo Nghị định 168/2024, hành vi "ngồi phía sau vòng tay qua người ngồi trước để điều khiển xe, trừ trường hợp chở trẻ em dưới 06 tuổi ngồi phía trước" đã tăng mức xử phạt từ 300–400 nghìn đồng lên 8–10 triệu đồng, gây ra nhiều tranh luận sôi nổi. Quy định này có thể hiểu rằng việc chở trẻ em trên 6 tuổi ở phía trước xe mô tô sẽ bị xử phạt. Ngoài phạt tiền, người vi phạm còn bị tước giấy phép lái xe từ 10 đến 12 tháng. Tuy nhiên, theo lực lượng CSGT, mức xử phạt này là "phù hợp để giảm thiểu tai nạn giao thông". Lực lượng này lập luận rằng trẻ em từ 6 tuổi có chiều cao trung bình trên 1,2 m, nếu ngồi trước xe mô tô có thể gây cản trở tầm nhìn của người điều khiển xe, do đó "quy định này hoàn toàn phù hợp". Trước đó, hành vi này chỉ quy định chung chung là "trẻ em" mà không đề cập cụ thể độ tuổi. Tuy nhiên, theo quy định mới, trong trường hợp chở trẻ em dưới 12 tuổi, xe mô tô được phép chở hai người thay vì chỉ một người như thông thường.

## Ảnh hưởng

### Ùn tắc giao thông
Việc tăng nặng mức xử phạt đối với hành vi vượt đèn đỏ được cho là sẽ gây ra tình trạng ùn tắc giao thông, do nhiều người dân không dám rẽ phải khi đèn đỏ, hoặc dừng xe khi đèn xanh còn 5 giây. Tương tự, quy định xử phạt nghiêm khắc hơn đối với hành vi leo lên lề khi ùn tắc cũng khiến giao thông càng trở nên ùn ứ. Tại Thành phố Hồ Chí Minh, nhiều giao lộ thậm chí đã trở nên "vỡ trận". Mật độ xe tập trung cao ở khu vực trung tâm và sân bay Tân Sơn Nhất lưu lượng xe tăng từ 2,8–11,4%, khiến quá trình di chuyển đi làm của người dân cũng kéo dài hơn so với trước khi Nghị định có hiệu lực. Tại Hà Nội, tình trạng ùn tắc ngày càng nghiêm trọng khi nhiều tài xế ô tô dừng xe trước giao lộ ngay cả khi đèn xanh để tránh nguy cơ bị xử phạt, trong khi hệ thống đèn tín hiệu vẫn còn nhiều bất cập. Để giảm thiểu tình trạng kẹt xe, Thành phố Hồ Chí Minh và tỉnh Bình Dương đã bổ sung biển báo phụ cho phép rẽ phải khi đèn đỏ ở nhiều giao lộ. Riêng tại Thành phố Hồ Chí Minh, dự kiến sẽ lắp đặt tới 1.900 đèn tín hiệu và biển báo rẽ phải. Mặc dù vậy, nhiều người dân vẫn lo sợ và không dám rẽ phải. Tình trạng này kéo dài từ sáng cho đến chiều tối. Vấn đề tắc đường gia tăng đã làm ảnh hưởng đến một bộ phận người lao động. Theo chia sẻ của một số người, việc đi làm trong điều kiện giao thông như vậy khiến họ cảm thấy "phờ phạc" và "mồ hôi nhễ nhại". Kết hợp với thời tiết nắng nóng ở Thành phố Hồ Chí Minh càng khiến cho người lao động thêm mệt mỏi. Tài xế xe tải cũng phải dừng lại ở bất kỳ đâu để tránh bị xử phạt vì chạy liên tục quá giờ.
Do tình trạng kẹt xe và ùn ứ kéo dài, xu hướng đi chơi của nhiều người cũng giảm đáng kể, một phần do cảm giác mệt mỏi với việc di chuyển trong tuần và tâm lý e ngại lẫn lo sợ bị xử phạt. Giao thông Việt Nam cũng trở nên ồn ào hơn khi các tài xế bấm còi liên tục ở các nút giao bị kẹt. Một số khác cũng đã thay đổi thói quen đi làm, chuyển sang sử dụng dịch vụ xe ôm công nghệ thay vì tự di chuyển. Thời gian chết của người lao động cũng tăng lên do phải "trừ hao kẹt xe". Theo tạp chí Kinh tế Sài Gòn, các tài xế xe công nghệ là nhóm bị ảnh hưởng nặng nề sau khi Nghị định 168 được ban hành. Sự cộng hưởng giữa tình trạng kẹt xe, nhu cầu di chuyển giảm trong khi giá xăng lại tăng cao, khiến thu nhập của họ suy giảm. Nhiều người đã hủy chuyến sau khi tài xế đến nơi vì phải chờ đợi 10–15 phút. Những gia đình có nguồn thu nhập chính từ nghề tài xế cũng dễ rơi vào tình trạng túng quẫn, không đủ tiền sinh hoạt hay cho con cái học hành khi một người bị xử phạt. Không chỉ vậy, tâm lý lo sợ bị phạt của người dân còn được thể hiện qua việc phải dắt bộ xe máy qua các giao lộ khi đèn tín hiệu bị hỏng.
Khủng hoảng tâm lý từ nghị định này cũng ảnh hưởng đến người dân, biểu lộ qua việc bật khóc khi bị xử phạt, thở dốc vì sốc, không dám nhường đường cho xe cứu thương hay xe cứu hỏa do lo ngại bị phạt nguội. Việc xử phạt nguội thường diễn ra sau 1–3 tháng, khiến người dân gặp khó khăn trong việc chứng minh mình không vi phạm. Nhiều tài xế xe ôm công nghệ đã quyết định nghỉ việc do quan ngại "bị phạt nhiều quá". Thu nhập của họ cũng sụt giảm từ 30–50%, một số người thậm chí đã nghỉ làm và về quê ăn Tết Nguyên Đán sớm vì lo sợ bị xử phạt. Thêm vào đó, việc tăng mức phạt đối với hành vi chạy trên vỉa hè khiến người dân không còn dám dừng xe mua hàng ở các quán ven đường như trước. Vấn đề từ ùn tắc cũng đã làm ảnh hưởng lớn đến cuộc sống sinh hoạt của người dân.
Trong tháng 1 năm 2025, trên địa bàn TP. HCM ghi nhận hàng loạt sự cố liên quan đến tín hiệu giao thông và tình trạng ùn tắc. Vào ngày 16 tháng 1, một xe chở sắt đã thắng gấp trên Quốc lộ 1 do tín hiệu đèn chuyển nhanh, khiến sắt rơi và gây tai nạn; Phía CSGT khẳng định rằng tín hiệu đèn đã được điều chỉnh đúng quy định và lỗi thuộc về tài xế. Tiếp đến, vào ngày 19 tháng 1, tại giao lộ Nguyễn Hữu Cảnh – Tôn Đức Thắng ở Thành phố Hồ Chí Minh cũng đã xảy ra tình trạng đèn giao thông đang đếm ngược 40 giây thì bất ngờ chuyển đỏ khiến hơn 10 xe vi phạm. Sau vụ việc, CSGT xác nhận không xử phạt các trường hợp này. Ngoài ra, chỉ một ngày sau đó, một sự cố ùn tắc giao thông đã khiến thai phụ phải sơ cứu tại chỗ gần một giờ trước khi được đưa vào Bệnh viện Nhân dân 115.

### Kinh tế
Do ảnh hưởng từ tình trạng kẹt xe, quá trình vận chuyển hàng hóa của các doanh nghiệp bị chậm trễ, gây ảnh hưởng đến các thương nhân. Theo đại diện của Saigon Co.op, doanh nghiệp này có nguy cơ đối mặt với tình trạng đứt gãy nguồn hàng cục bộ, khiến giá cả một số mặt hàng có thể tăng trong dịp Tết. Trên báo Dân trí, ùn tắc giao thông nghiêm trọng có thể ảnh hưởng đến các động lực phát triển kinh tế của đất nước như thu hút vốn đầu tư nước ngoài, các hoạt động kinh doanh, thương mại và du lịch nếu không được giải quyết nhanh chóng, khẩn trương. Ngoài ra, trước thềm Tết Nguyên Đán, giá dịch vụ cho thuê xe tự lái cũng tăng cao kỷ lục khi nhiều người dân chuyển sang phương tiện công cộng hoặc thuê xe có tài xế. Tại Hà Nội, giá thuê xe tự lái đã tăng từ 40–100%. Dẫu vậy, không ít khách hàng đã bỏ cọc xe vì lo ngại bị xử phạt, đặc biệt là những người không thường xuyên lái xe. Điều này đã làm gia tăng nhu cầu đối với dịch vụ thuê xe có tài xế. Một số gian hàng cho thuê xe máy cũ ở Hà Nội cũng đã phải đóng cửa, nguyên nhân chủ yếu là do việc gia tăng mức xử phạt giao thông đã hạn chế nhu cầu mua sắm xe máy của người dân.
Theo Tạp chí Thị trường Tài chính Tiền tệ, Nghị định 168 được dự đoán sẽ ảnh hưởng đáng kể đến ngành bia rượu, buộc các doanh nghiệp phải dần điều chỉnh tỷ trọng kênh bán hàng – chuyển dịch dần từ tiêu dùng tại chỗ ở các nhà hàng, quán nhậu sang hình thức mua mang về. Tuy nhiên, theo Euromonitor, ngành bia vẫn được dự báo sẽ duy trì mức tăng trưởng kép và đạt mốc 6,4 tỷ lít năm 2028 nhờ vào việc người dân dần thích nghi với các quy định xử phạt nồng độ cồn cũng như sự phát triển của các hãng xe công nghệ. Trong quý đầu tiên Nghị định 168 ban hành (quý 1 năm 2025), Tổng công ty Cổ phần Bia - Rượu - Nước giải khát Sài Gòn (SAB) đã ghi nhận mức sụt giảm doanh số thấp nhất kể từ sau đại dịch COVID-19. Giá cổ phiếu SAB cũng chạm mức thấp kỷ lục kể từ khi niêm yết, thậm chí thấp hơn cả giai đoạn khủng hoảng tháng 3 năm 2020. Công ty cho biết nguyên nhân một phần là do tác động từ Nghị định 168 và việc siết chặt quy định nồng độ cồn, khiến sản lượng tiêu thụ bia giảm mạnh.
Theo một bài viết đăng trên tạp chí của Hiệp hội Doanh nghiệp dịch vụ Logistics Việt Nam, sau một tháng kể từ khi Nghị định thực thi đã có khoảng 80% doanh nghiệp hậu cần bị ảnh hưởng nghiêm trọng, đặc biệt là trong lĩnh vực vận tải đường dài. Nghị định được cho là đã làm chi phí vận chuyển tăng và thời gian giao hàng kéo dài. Riêng trên các tuyến Bắc – Nam, năng suất lao động của tài xế sụt giảm từ 20–30%, dẫn đến tình trạng thiếu hụt nghiêm trọng lực lượng tài xế. Trong bối cảnh nhu cầu vận chuyển gia tăng, số lượng tài xế hạn chế đã khiến chi phí vận chuyển trung bình tăng thêm 20–25%. Tuyến vận tải Hà Nội – TP. HCM, vốn chỉ mất 36–40 giờ, nay mất tới 50–60 giờ do phải dừng nghỉ bắt buộc theo Nghị định 168. Báo cáo còn chỉ ra rằng 67,5% doanh nghiệp ghi nhận thời gian giao hàng tăng 10%, trong đó các dịch vụ giao hàng trong ngày của Shopee, Lazada và Tiki bị ảnh hưởng nghiêm trọng. Tương tự, Chủ tịch Hiệp hội Vận tải hàng hóa Thành phố Hồ Chí Minh Bùi Văn Quản cũng đưa ra những bình luận tương tự về việc gia tăng chi phí vận chuyển sau khi Nghị định có hiệu lực. Nhiều tài xế đã nộp đơn xin nghỉ việc, và trong suốt 3 tháng tiếp theo, một số doanh nghiệp không nhận được bất kỳ đơn xin việc mới nào.

### Khác
Trước việc mức xử phạt vi phạm giao thông tăng cao do Nghị định 168, vào ngày 23 tháng 1, một cá nhân ở Đồng Nai đã lén lút quay video các phương tiện vi phạm giao thông rồi sử dụng nó để tống tiền nạn nhân. Người này sau đó đã bị bắt giữ với tội danh "Cưỡng đoạt tài sản". Ngoài ra, trong chương trình Gặp nhau cuối năm 2025 của Đài Truyền hình Việt Nam, nhiều vấn đề đã được nhắc đến như mức xử phạt cao, tịch thu phương tiện vi phạm, ùn tắc giao thông và nghề "săn tiền thưởng" phát sinh từ Nghị định 176/2024 lẫn Nghị định 168/2024. Theo Kinh tế & Đô thị, giai đoạn này liên tục xảy ra các hành vi chống đối, xúc phạm và không chấp hành hiệu lệnh của CSGT ở nhiều địa phương như Hà Nội, Bình Thuận... Hành vi này theo Nghị định 168/2024 sẽ bị xử phạt từ 35–37 triệu đồng và tước quyền sử dụng giấy phép lái xe từ 22–24 tháng.
Vào ngày 26 tháng 1, Ủy ban nhân dân thành phố Hà Nội đã đề xuất tăng mức xử phạt lên 1,5–2 lần so với Nghị định 168/2024 đối với 107 hành vi vi phạm giao thông, áp dụng từ tháng 7 năm 2025. Theo cơ quan này, việc tăng nặng mức phạt nhằm nâng cao ý thức chấp hành giao thông của người dân, đồng thời giảm thiểu ùn tắc và tai nạn. Căn cứ theo Luật Thủ đô 2024 có hiệu lực từ ngày 1 tháng 1 cùng năm, Hội đồng nhân dân thành phố Hà Nội được phép nâng mức xử phạt lên tối đa 2 lần so với quy định của Chính phủ. Ngoài ra, trong dự thảo sửa đổi Luật Xử lý vi phạm hành chính, Chính phủ Việt Nam cũng đề xuất tăng mức xử phạt tiền tối đa trong lĩnh vực giao thông đường bộ, cụ thể từ 75 triệu đồng lên 150 triệu đồng. Phản bác quan điểm gia tăng mức xử phạt, Đài Phát thanh & Truyền hình Hà Nội cho rằng, nếu tăng mức phạt cao sẽ có khả năng "phản tác dụng", có thể xảy ra phản ứng tiêu cực và thậm chí sự bất hợp tác của những người vi phạm giao thông.

## Đánh giá

### Quốc tế
Theo giáo sư Carlyle Alan Thayer thuộc Đại học UNSW Canberra, công tác cải thiện cơ sở hạ tầng lẽ ra phải được thực hiện trước khi Nghị định có hiệu lực và cần thông tin đầy đủ đến người dân, chẳng hạn như đảm bảo các đèn tín hiệu giao thông hoạt động bình thường. Đồng thời, trách nhiệm lớn nhất thuộc về Tô Lâm bởi nếu tình trạng hỗn loạn hoặc làn sóng phản đối từ người dân gia tăng, ông Lâm sẽ phải vào cuộc và có thể ra lệnh đình chỉ Nghị định, vấn đề này cũng sẽ ảnh hưởng đến vị thế của ông trong Đại hội Đảng Cộng sản Việt Nam lần thứ XIV. Tác giả Trung Khang của Đài Á Châu Tự Do cũng bình luận rằng ông Tô Lâm đang nỗ lực xóa bỏ đi hình ảnh của Nguyễn Phú Trọng. Trong khi đó, Tiến sĩ Nguyễn Huy Vũ cho biết, nghị định này khiến nhiều người hoài nghi rằng một lãnh đạo xuất thân từ ngành công an "không thể dẫn dắt quốc gia và xã hội". Một luật sư khi trả lời BBC News cho biết, theo Luật Xử lý vi phạm hành chính 2012 và Điều 4 Nghị định 118/2021/NĐ–CP, mức xử phạt hành chính cần đáp ứng ba yếu tố: "tính chất", "mức thu nhập" và "mức độ giáo dục, răn đe". Trong khi đó, nghị định này không tương xứng với mức thu nhập thực tế của người dân, khiến nhiều người vi phạm rơi vào tình trạng kiệt quệ kinh tế. Vị luật sư này cũng cảnh báo rằng "áp lực tài chính quá lớn khiến nhiều người rơi vào trạng thái căng thẳng kéo dài, trầm cảm và mất niềm tin vào tính công bằng của pháp luật".
Trên ABC News của Úc, Thanh Tam Tran thuộc Đại học Quốc gia Úc đã chỉ trích Nghị định 168 của Việt Nam rằng hệ thống mới khuyến khích người dân "mách lẻo" thay vì khuyến khích họ giúp đỡ lẫn nhau sau một vụ tai nạn. Bà cũng cho rằng mức phạt này tác động "không cân xứng" đến người dân có thu nhập thấp, điều đấy sẽ dẫn đến việc "trừng phạt người nghèo nhiều hơn người giàu". Theo Đài Á Châu Tự Do, một người làm luật nhận định rằng nghị định này là "ví dụ điển hình" của việc "cơ quan hành pháp vừa viết luật vừa thi hành luật", đồng thời chỉ trích việc "tự ý ban hành mà không tham khảo ý kiến người dân". Việc cho phép công an can thiệp quá sâu vào quá trình soạn thảo và thực thi luật có thể dẫn đến sự gia tăng tính cực đoan và hà khắc trong xã hội Việt Nam, cũng như đẩy toàn bộ gánh nặng lên vai nhân dân. Ngoài ra, chính những điều luật này có thể tạo ra "tâm lý bất mãn, chán nản và mất lòng tin vào chính quyền". Tiến sĩ Thủy Nguyễn từ Đại học Oregon cũng đã lên tiếng chỉ trích nghị định và cho rằng nó bộc lộ rõ hơn vấn đề của thế chế. Ngược lại, Trưởng Đại diện Tổ chức Y tế Thế giới ở Việt Nam Angela Pratt bày tỏ sự ủng hộ đối với các biện pháp xử phạt mới mà Chính phủ áp dụng để xử phạt người vi phạm. Bà cho rằng "mức phạt nghiêm khắc rất quan trọng để thúc đẩy thay đổi hành vi".

### Trong nước
Dẫn lời trên Người Đưa Tin, Tiến sĩ Nguyễn Xuân Thủy đã phản đối tư duy cho rằng "cứ phạt thật nặng là sẽ hết ùn tắc, cứ phạt thật nặng là giao thông sẽ tốt lên" và yêu cầu cơ quan nhà nước phải hoàn thành trách nhiệm của mình trước khi đổ lỗi cho người dân, nhất là sau khi có thông tin về việc Hà Nội tăng mức phạt từ Nghị định 168. Ông cũng nói thêm rằng việc gia tăng mức xử phạt sẽ ảnh hưởng nặng nề đến những người thu nhập thấp, người lao động và người nghèo. Tương tự, Tiến sĩ Phan Lê Bình cũng phản đối việc gia tăng mức xử phạt từ Nghị định 168 của Hà Nội. Dẫn lời từ Đài Tiếng nói Việt Nam, Tiến sĩ Nguyễn Hữu Đức cho rằng Nghị định 168 đã bộc lộ rõ những bất cập trong hệ thống giao thông tại hai đô thị lớn là Hà Nội và TP. HCM. Ông nêu bật hệ thống phương tiện giao thông công cộng vẫn chưa phát triển đồng bộ, khi các tuyến xe buýt và tàu điện ngầm chưa đáp ứng đủ nhu cầu di chuyển của người dân. Bên cạnh đó, các tuyến đường thiếu làn riêng cho xe đạp và người đi bộ khiến những đối tượng này dễ gặp nguy hiểm khi lưu thông. Công tác quản lý và điều tiết giao thông cũng được đề cập như một trong những nguyên nhân chính gây ra tình trạng kẹt xe ùn ứ.
Ngược lại, theo Thạc sĩ Trương Thế Nguyễn thuộc Học viện Chính trị Quốc gia Hồ Chí Minh, nghị định này được thiết kế để áp dụng cho mọi cá nhân, chứ không chỉ nhằm vào người thu nhập thấp. Ông thừa nhận mức xử phạt hiện tại là cao, nhưng cho rằng điều này là phù hợp để cải thiện văn hóa giao thông ở Việt Nam. Song ông cũng đề xuất nên nghiên cứu và áp dụng các phương án xử phạt khác, chẳng hạn như việc xử phạt theo phương pháp lũy tiến – tức là vi phạm càng nhiều thì mức xử phạt càng cao, thay vì mức phạt cố định như hiện nay. Cùng quan điểm ủng hộ Nghị định 168, Nguyên Phó Hiệu trưởng Trường Đại học Kinh tế – Luật, Đại học Quốc gia Thành phố Hồ Chí Minh Nguyễn Ngọc Diện cho rằng cần có thời gian và công sức để Việt Nam trở nên "văn minh" và các quy định mới về giao thông chính là một trong những nỗ lực đó.

## Phản ứng
Trên khắp các diễn đàn, mạng xã hội cho đến ngoài đời thực ở Việt Nam, nhiều người dân đã bày tỏ lo ngại về mức phạt theo Nghị định 168, cho rằng chúng quá cao so với thu nhập thực tế. Việc tăng mức phạt một cách đột biến và nhanh chóng thực thi Nghị định đã gây ra cảm giác bất ổn trong dân chúng. Trên mạng xã hội TikTok, Tuyên ngôn độc lập của Hồ Chí Minh xuất hiện trong nhiều video như một cách ám chỉ sự bất công mà Nghị định 168/2024 gây ra, tương tự như cách ông từng lên án chế độ thực dân Pháp. Ngoài ra, bài hát "Trả lại cho dân" của nhạc sĩ Việt Khang cũng được sử dụng làm nhạc nền cho các video phản đối Nghị định. Nhiều người dân tìm cách phản kháng gián tiếp thông qua việc trích dẫn phát biểu của các nhà lãnh đạo quan trọng trong lịch sử khi không thể bày tỏ sự bất mãn một cách công khai. Ngoài ra, con số 168 còn bị mỉa mai là "nhất lộc phát" với ý nghĩa "phát tài phát lộc với công an, còn với dân thì phát bệnh". Meme về xe cứu thương bị kẹt hàng giờ hay về việc "trở nên giàu có hoặc bị đánh" từ Nghị định 176 cũng được lan truyền rộng rãi trên mạng xã hội. Theo BBC News, chính quyền Việt Nam đang thể hiện sự kiểm soát chặt chẽ đối với những tiếng nói bàn luận xoay quanh nghị định này. Việc thực thi cũng ngày càng trở nên "hà khắc hơn" nhằm ngăn chặn quyền tự do ngôn luận của người dân.
Theo chia sẻ của Đài Á Châu Tự Do, một số bài viết trên Facebook của đài – bao gồm các nội dung chỉ trích chính quyền Việt Nam liên quan đến Nghị định 168/2024 – đã bị hạn chế tiếp cận đối với người dùng tại Việt Nam theo yêu cầu từ Cục Phát thanh, truyền hình và thông tin điện tử thuộc Bộ Thông tin và Truyền thông cùng với Bộ Công an. Dẫn lời một công nhân ở Bình Dương trên Đài Á Châu Tự Do, người phụ nữ này gọi mức xử phạt mà chính quyền áp dụng là "vô lương tâm", "bóc lột người dân". Người này bày tỏ sự bức xúc khi cho rằng bản thân "không thể chịu nổi mức phạt đó", do thu nhập chỉ dao động từ 5–6 triệu đồng. Một người dân khác ở TP. HCM cũng thể hiện sự phẫn nộ và cho rằng "nên phạt cơ quan chức năng trước khi phạt dân", bởi lẽ người dân "không thể tự mở rộng đường hay tự dẹp quán xá lấn chiếm vỉa hè". Một người khác thì mô tả nghị định này như là nỗi ám ảnh mỗi khi bước chân ra đường. Bên cạnh đó, tình trạng kẹt xe do Nghị định gây ra cũng làm gia tăng "thời gian chết" của người lao động, một số người cho biết trong thời gian đó họ có thể "làm được thêm rất nhiều việc".
Một số người phản đối Nghị định 168 không chỉ vì áp dụng mức phạt cao mà còn do trừ điểm trên giấy phép lái xe. Một ý kiến khác cũng không đồng tình với quan điểm của truyền thông Việt Nam rằng việc áp dụng mức phạt nặng sẽ giúp nâng cao ý thức người dân. Theo người này, từ khi hệ thống camera giám sát được lắp đặt khắp nơi, hầu như không ai còn dám vượt đèn đỏ nữa. Một lượng lớn tài xế bày tỏ mong muốn Nghị định 168 bị bãi bỏ. Dẫu vậy, một số ý kiến khác trên báo Đại biểu nhân dân lại cho rằng "nếu lái xe chuẩn chỉnh thì một đồng cũng không mất". Đồng thời, họ phản đối việc dùng lý do "thu nhập thấp" để chỉ trích nghị định này, cho rằng đây chỉ là sự "bao biện cho thói quen tùy tiện, coi thường luật". Một số người còn ca ngợi Nghị định là một "biện pháp răn đe hiệu quả, góp phần giảm đáng kể các hành vi vi phạm". Trên VOA, một tài xế khác cũng bày tỏ quan điểm ủng hộ mức phạt nặng, cho rằng điều này sẽ giúp thay đổi tư duy của mọi người về văn hóa tham gia giao thông. Trên trình duyệt Cốc Cốc, lượng tìm kiếm của người dùng mạng Việt Nam về các mức xử phạt vi phạm giao thông tăng vọt, đặc biệt là các hành vi như vượt đèn đỏ, không đội mũ bảo hiểm, vi phạm nồng độ cồn và "phạt nguội".
Trước thực tế Nghị định 168 đưa ra mức xử phạt quá cao so với thu nhập chung của lực lượng lao động hành nghề lái xe, Hiệp hội Logistics Hà Nội đã có văn bản gửi đến Cục CSGT, phản ánh những vướng mắc liên quan đến Luật Trật tự an toàn giao thông đường bộ 2024. Theo Hiệp hội, mức xử phạt quá cao có thể khiến tài xế rơi vào tình trạng lo lắng, sợ hãi, dẫn đến xu hướng chuyển đổi nghề nghiệp, từ đó làm gia tăng tình trạng thiếu hụt tài xế trong thời gian sắp tới. Ngoài ra, các doanh nghiệp cũng bày tỏ lo ngại khi nhiều hành vi vi phạm của tài xế có thể khiến chính doanh nghiệp sở hữu phương tiện phải chịu trách nhiệm xử lý hình phạt. Việc này không chỉ hạn chế phương thức kinh doanh mà còn ảnh hưởng đến quyền kinh doanh của người dân và doanh nghiệp. Chính vì vậy, Hiệp hội này đề nghị xem xét lại Nghị định 168 nhằm đảm bảo tính phù hợp với điều kiện kinh tế và xã hội Việt Nam.

### Chính quyền Việt Nam
| Tỉnh, thành | Số lượng | Số lượng | Nguồn           |
| Tỉnh, thành | Xử phạt  | Bắt giữ  | Nguồn           |
| ----------- | -------- | -------- | --------------- |
| Hà Nội      | 2        | 1        | [ c ]           |
| Bắc Giang   | 4        | 0        | [ 109 ] [ 110 ] |
| Đồng Nai    | 1        | 0        | [ 111 ]         |
| Bình Dương  | 1        | 0        | [ 112 ]         |
| Đắk Nông    | 1        | 0        | [ 113 ]         |
| Quảng Nam   | 1        | 0        | [ 114 ]         |
| Tổng cộng   | 10       | 1        | —               |

Trước những ý kiến trái chiều hướng về CSGT, báo Công an nhân dân cho rằng đây là những thông tin "xuyên tạc, bóp méo sự thật, lan truyền thông tin sai lệch" từ các tổ chức đối lập như Việt Tân và "Nhật ký yêu nước". Tờ báo này khẳng định mục tiêu của Nghị định 168 là nhằm "nâng cao ý thức chấp hành pháp luật về giao thông". Trong một cuộc phỏng vấn với Kênh Truyền hình Công an nhân dân, đại diện Cục An ninh mạng và phòng, chống tội phạm sử dụng công nghệ cao cho rằng các "thế lực thù địch" đang cố gắng chia rẽ chính quyền, lực lượng công an nhân dân với người dân thông qua các hành động như kích động biểu tình, tụ tập đông người, dừng xe ở giữa đường hoặc tài xế đồng loạt ngưng việc để bất tuân dân sự và phản đối Nghị định. Tương tự, báo Quân đội nhân dân nhận định những ý kiến cho rằng nghị định "không mang lại hiệu quả", "làm trầm trọng thêm" ùn tắc... là để ra sức "xuyên tạc, phủ nhận" Nghị định 168 và gọi đây là "những quan điểm sai trái, thù địch của các thế lực chống phá" nhằm kích động và lôi kéo bất tuân dân sự. Chính quyền Việt Nam đã xử phạt hành chính một số người dân vì đăng tải nội dung hoặc bình luận công khai phản đối Nghị định 168, với các trường hợp được ghi nhận tại Đồng Nai, Bắc Giang, Hà Nội, Bình Dương, Đắk Nông và Quảng Nam. Một trường hợp khác tại Hà Nội cũng đã bị xử phạt do đưa tin sai sự thật về việc "Quốc hội sẽ bỏ Nghị định 168". Đặc biệt, một TikToker ở Hà Nội đã bị bắt giữ với tội danh "Lợi dụng quyền tự do dân chủ, đăng tải thông tin sai sự thật" vì bị cho là "xuyên tạc" Nghị định. Cá nhân này sau đó đã bị tuyên án 10 tháng tù.
Trong khi ấy, Chủ tịch Quốc hội Trần Thanh Mẫn đã yêu cầu tuyên truyền, phổ biến Nghị định để người dân chấp hành nhằm "đấu tranh với những luận điệu xuyên tạc của các thế lực thù địch, gây chia rẽ khối đại đoàn kết toàn dân tộc". Trên Công an nhân dân, Phó Chủ tịch Quốc hội Trần Quang Phương cho rằng ý thức của người dân đã được cải thiện sau khi Nghị định 168 có hiệu lực. Tương tự, Chủ nhiệm Ủy ban Kinh tế Vũ Hồng Thanh cũng tán thành với ý kiến đó và khẳng định "chỉ sau một ngày" đã thấy sự cải thiện rõ rệt. Ngoài ra, trên cổng thông tin điện tử Công an tỉnh Lai Châu, có nhận định cho rằng mức phạt cao là điều cần thiết vì nó "phù hợp với xu thế chung trên thế giới", và chính nhờ mức phạt này mới có thể nâng cao ý thức của người dân và giảm thiểu tai nạn giao thông. Trước vấn đề ùn tắc tại thành phố, Chủ tịch Ủy ban nhân dân TP. HCM Phan Văn Mãi đã đề xuất tạm thời sử dụng vỉa hè để giảm tải tình trạng lưu thông trong dịp cuối năm.

### Truyền thông
Theo Đài Á Châu Tự Do, Nghị định 168/2024 đã vấp phải làn sóng phản đối từ người dân, đánh dấu sự bất mãn lớn nhất đối với các chính sách của Chính phủ kể từ Luật Đặc khu 2018. Còn theo BBC News, mức phạt quá cao từ nghị định này có thể đẩy nhiều gia đình vào cảnh phải vay nặng lãi để đóng phạt, dẫn đến nguy cơ con cái bỏ học và gia tăng mâu thuẫn trong gia đình do áp lực tài chính. Tương tự, hãng thông tấn UCAN cho biết đối với một số người dân, mức xử phạt sẽ trở thành gánh nặng tài chính, buộc họ phải bán tài sản hoặc vay nợ. Vấn nạn này cũng có thể làm gia tăng tình trạng hối lộ và tham nhũng để tránh bị xử phạt. Không chỉ vậy, việc tịch thu phương tiện của người lao động càng khiến họ gặp khó khăn về tài chính, làm trầm trọng thêm bất bình đẳng xã hội khi những người có thu nhập thấp phải gánh chịu nhiều khoản phạt không cân xứng. Tình trạng ấy có thể làm gia tăng căng thẳng, trầm cảm và mất lòng tin vào sự cân bằng của hệ thống. Hãng thông tấn này cũng đề xuất rằng, để giải quyết cuộc khủng hoảng giao thông, Việt Nam nên tập trung đầu tư vào cơ sở hạ tầng, giáo dục và xây dựng một hệ thống xử phạt công bằng.
Theo Hãng Thông tấn Trung ương Đài Loan, các quy định từ Nghị định 168 bị đánh giá là "hà khắc" và "đè bẹp người dân". Hãng tin này cho rằng mô hình giao thông ở Việt Nam đang theo xu hướng "lớn bắt nạt bé" khi ô tô chen lấn xe máy, buộc xe máy phải đi lên vỉa hè. Tuy nhiên với việc chính phủ gia tăng mức xử phạt, các phương tiện buộc phải di chuyển đúng làn đường, dẫn đến tình trạng ùn tắc nghiêm trọng và gây bất bình trong dư luận. The New York Times cho rằng Chính phủ Việt Nam có lẽ đang hướng đến mục tiêu biến đất nước trở nên "văn minh" hơn, khi thường so sánh với sự giàu có và trật tự của Singapore, Hàn Quốc và Nhật Bản. Theo tờ báo này, quan điểm của Việt Nam tương đồng với Trung Quốc khi cho rằng sự trật tự trên đường phố phản ánh quá trình hiện đại hóa của một quốc gia. Song, tờ báo cũng chỉ ra rằng nhiều người dân xem nghị định mới không phải là một biện pháp đảm bảo an toàn mà là "vấn đề tham lam của thế chế". Các nhà báo Hà Khánh và Hoàng Minh của Đài Tiếng nói Việt Nam nhận định rằng mặc dù Nghị định mang lại những chuyển biến tích cực, nhưng vẫn tồn tại "những bất cập và điểm chưa hợp lý" và đòi hỏi phải có "giải pháp để giải quyết". Một nghiên cứu đăng trên báo Dân trí đã đề xuất các giải pháp nhằm giảm thiểu tình trạng kẹt xe bao gồm loại bỏ đèn tín hiệu để thay bằng vòng xuyến, thu hẹp vỉa hè hoặc bổ sung bãi giữ xe.
Sau khi một người dân bị bắt giữ vì chỉ trích Nghị định 168, nhà bất đồng chính kiến Nguyễn Văn Đài cho rằng mọi sự phê phán đối với nghị định này đều bị chính quyền Việt Nam xem là "thù địch" và có thể bị xử lý theo các điều luật về an ninh quốc gia. Trong khi đấy, truyền thông Việt Nam thường xuyên ca ngợi về mức xử phạt của Nghị định 168/2024 và những thành tựu mà nó mang lại. Theo Kinh tế & Đô thị, Nghị định đã tạo ra một công cụ pháp lý mạnh mẽ để xử lý các trường hợp vi phạm giao thông, đồng thời việc tăng mức xử phạt góp phần răn đe và nâng cao ý thức chấp hành luật giao thông của người dân. Tờ báo này cũng cho rằng trật tự giao thông đã được đảm bảo nhờ sự phối hợp giữa CSGT, các cơ quan chức năng và chính quyền địa phương. Đặc biệt, tình trạng ùn tắc giao thông tại Hà Nội và TP. HCM được đánh giá là "đã được kiểm soát tốt". Báo Tuổi Trẻ đưa ra góc nhìn khác khi cho rằng hàng giờ kẹt xe có thể được xem như một cuộc diễn tập quy mô lớn cho xã hội, trong đó mỗi người phải học cách tự điều chỉnh, chấp nhận hạn chế và tương tác với người khác.
Trước việc Hà Nội đề xuất tăng mức xử phạt, bình luận về vấn đề này, nhà báo Bảo Bảo của tờ Công lý cho rằng thay vì tăng mức xử phạt giao thông, thành phố nên "có những giải pháp toàn diện và đồng bộ" như phát triển giao thông công cộng và lắp đặt hệ thống biển báo rõ ràng. Ngoài ra, một số nhà bình luận trên The New York Times nhận xét rằng thành công của biện pháp xử phạt nặng đã đặt ra câu hỏi liệu phương pháp này có thể áp dụng để giải quyết các vấn đề khác hay không. Chẳng hạn, mức phạt nặng hơn đối với hành vi xả rác có thể góp phần giảm thiểu tình trạng ô nhiễm rác thải trên toàn quốc. Sau hai tháng thực thi nghị định này, Đài Tiếng nói Việt Nam cho rằng tình trạng vi phạm giao thông chỉ giảm khi có sự xuất hiện của CSGT, trong khi lượng xe máy vi phạm vẫn diễn ra "như cơm bữa". Trong báo cáo ba tháng sau khi Nghị định 168 được ban hành, đài này cũng ghi nhận sự gia tăng trở lại số người vi phạm giao thông so với những ngày đầu tiên khi Nghị định có hiệu lực.

## Nghị định liên quan
Tương tự như Nghị định 168/2024/NĐ–CP, Nghị định 176/2024/NĐ–CP cũng được ban hành và có hiệu lực trong khoảng thời gian rất ngắn, chỉ 2 ngày sau khi được thông qua. Nghị định 176 về việc "Quy định quản lý, sử dụng kinh phí thu từ xử phạt vi phạm hành chính về trật tự, an toàn giao thông đường bộ và đấu giá biển số xe sau khi nộp vào ngân sách nhà nước" do Phó Thủ tướng Hồ Đức Phớc thay mặt Văn phòng Chính phủ ký ban hành. Trước đó, dự thảo nghị định đã được Bộ Công an cho lấy ý kiến từ ngày 6 tháng 8 năm 2024. Một điểm đáng chú ý trong Nghị định 176 là việc cho phép cá nhân, tổ chức báo tin vi phạm và nhận thưởng không quá 10% số tiền xử phạt vi phạm hành chính, với mức tối đa 5.000.000 đồng mỗi vụ, việc. Đồng thời, danh tính người tố cáo cũng được cam kết bảo mật.
Đây được xem là lần đầu tiên Bộ Công an Việt Nam chính thức áp dụng cơ chế chi trả tiền thưởng cho những cá nhân, tổ chức cung cấp tin báo về vi phạm pháp luật trong lĩnh vực trật tự an toàn giao thông. RFA dẫn lời từ một cựu sĩ quan công an cho rằng mục đích của nghị định này là để "cho dân thấy chính phủ dân chủ, dân tố cáo tội phạm thì được thưởng" và "ăn tiền dân khi vi phạm". Tương tự, Luật sư Nguyễn Văn Miếng (từng thuộc Đoàn luật sư Thành phố Hồ Chí Minh) nhận định rằng đây có thể là cách Bộ này "hợp thức hóa" việc giữ lại 85% tiền phạt vốn đang gây tranh cãi trong dư luận.
Sau khi Nghị định 176 được ban hành, một trào lưu mới đã trở nên phổ biến ở Việt Nam được gọi là "thợ săn tiền thưởng" khi nhiều người đổ ra các giao lộ để chụp ảnh người vi phạm giao thông và tố giác. Nhiều người thậm chí còn ví von nó như "vua của mọi nghề". Trước tình trạng này, báo Tiền Phong đã có bài viết kêu gọi người dân không nên xem việc tố cáo vi phạm giao thông là một nghề, mà chỉ nên coi đây là hành động "vì lợi ích chung của xã hội". Mặc dù vậy, cũng có những ý kiến phản đối việc thưởng tiền cho người tố cáo do quan ngại về vấn đề chuẩn hóa trong xử lý vi phạm, đồng thời gây ức chế và áp lực cho người điều khiển phương tiện giao thông ở Việt Nam.